# Шульц, Николас
Николас («Ник») Шульц (англ. Nick Schultz; род. 13 сентября 1994, Брисбен, Австралия) — австралийский профессиональный шоссейный велогонщик, выступающий за команду мирового тура «Mitchelton-Scott».

## Достижения
2011
1-й  Чемпион Океании — Индивидуальная гонка (юниоры)
2-й Trofeo Emilio Paganessi (юниоры)
2012
3-й Чемпионат Австралии — Групповая гонка (юниоры)
2014
1-й — Этап 3 Boucle de l'Artois
2-й Circuit des communes de la vallée du Bédat
3-й Circuit boussaquin
2015
2-й Tour de Côte-d'Or
5-й Чемпионат Австралии — Групповая гонка U23
7-й Тур Жиронды — Генеральная классификация
2016
1-й — Этап 7 Тур де л’Авенир
2-й Тур Верхней Австрии
1-й  — Молодёжная классификация
7-й Ronde de l'Isard — Генеральная классификация
10-й Тур Бретани — Генеральная классификация
1-й — Этап 7
10-й Ronde de l'Oise — Генеральная классификация
2017
6-й Классика Примавера
7-й Тур Норвегии — Генеральная классификация
2018
3-й Гран-при Мигеля Индурайна
7-й Классика Примавера
2019
2-й Херальд Сан Тур — Генеральная классификация
1-й — Этап 4

### Гранд-туры
| Гранд-тур       | 2017 | 2018 |
| --------------- | ---- | ---- |
| Джиро д’Италия  | —    | —    |
| Тур де Франс    | —    | —    |
| Вуэльта Испании | 111  | 75   |

| —  | Не участвовал  |
| НФ | Не финишировал |